# Tjele Å
Tjele Å har sit udspring i Vansø, ca. 7 km nordøst for Viborg, i Viborg Kommune, og løber ca. 6,5 km mod nordøst til Tjele Langsø; Åen løber i den store tunneldal der strækker sig fra Viborg til Mariager Fjord, og  den har på den nedre (østlige) del en vandgennemstrømning på mellem 3 og 5 m³/minut. Åen har et afvandingsareal på 13,6 km². Tjele Å og nogle arealer omkring den, er beskyttet efter naturbeskyttelseslovens § 3.
- Vest for Ingstrupvej - 0,6 ha § 3 beskyttet mose med formodet afløb til Brande Å.
- Langs med Tjele Å - 16,2 ha § 3 beskyttet mose fordelt på 3 områder.
- Langs med Tjele Å - 1,8 ha § 3 beskyttet eng fordelt på 2 områder.
- Nord for Tjele Å - 0,4 ha § 3 beskyttet overdrev[2].

## Eksterne kilder og henvisninger
1. ↑  Notat vedrørende tiltag til retablering af Tjele Å (Webside ikke længere tilgængelig)
2. ↑  Reguleringsprojekt i Tjele Å ved Ingstrupvej (Webside ikke længere tilgængelig) Covi A/S

|  | Denne artikel om lokaliteten Tjele Å kan blive bedre, hvis der indsættes et (bedre) billede. Du kan hjælpe ved at afsøge Wikimedia Commons for et passende billede eller lægge et op på Wikimedia Commons med en af de tilladte licenser og indsætte det i artiklen. |

56°30′43.19″N 9°34′58.82″Ø / 56.5119972°N 9.5830056°Ø